# Hinckley (Minnesota)
Hinckley è una città degli Stati Uniti d'America, situata in Minnesota, nella contea di Pine.